# یوان یانیچیویچ بوردوش
یوان یانیچیویچ بوردوش (صربی: Јован Јанићијевић Бурдуш؛ ۱۸ مهٔ ۱۹۳۲ – ۲۶ فوریهٔ ۱۹۹۲) بازیگر اهل کشور یوگسلاوی بود. او از سال ۱۹۵۶ تا ۱۹۹۲ در بیش از نود فیلم ظاهر شد.
از فیلم‌ها یا برنامه‌های تلویزیونی که وی در آن نقش داشته‌است می‌توان به پل اشاره کرد.